# Xènocles d'Esparta
Xènocles (en grec antic: Ξενοκλῆς, llatí: Xĕnŏclēs) fou un militar espartà de la Guerra de Corint (395-387 aC).
Juntament amb Herípides va ser enviar per substituir Lisandre i els seus col·legues com a consellers d'Agesilau II en la seva expedició asiàtica l'any 395 aC. A la seva arribada, el rei el va nomenar comandant de la cavalleria juntament amb un altre oficial.
L'any 394 aC Agesilau va ser cridat a Esparta i va retornar per Tessàlia. En aquest territori, Agesilau va enviar Xènocles i Escites a Larisa per signar un acord de pau, però la ciutat va arrestar els dos homes. Finalment, es va signar un tractat i Xènocles i Escites van ser alliberats, segons diuen Xenofont, Diodor de Sicília i Plutarc.